# نعمت‌آباد (تنکابن)
نعمت آباد نام روستایی است از توابع بخش خرم‌آباد شهرستان تنکابن در استان مازندران کشور ایران.

## جمعیت
این روستا در دهستان بلده شرقی قرار دارد و مرکز این دهستان بشمار می‌آید که بر اساس سرشماری مرکز آمار ایران در سال ۱۳۹۵، جمعیت آن ۲۵۹۷ نفر (۸۹۵ خانوار) شامل ۱۳۵۱ مرد و ۱۲۴۶ نفر زن بوده است.